# 1403年
| 千纪： | 2千纪 |
| 世纪： | 14世纪 \| 15世纪 \| 16世纪                                                                                 |
| 年代： | 1370年代 \| 1380年代 \| 1390年代 \| 1400年代 \| 1410年代 \| 1420年代 \| 1430年代                           |
| 年份： | 1398年 \| 1399年 \| 1400年 \| 1401年 \| 1402年 \| 1403年 \| 1404年 \| 1405年 \| 1406年 \| 1407年 \| 1408年 |
| 纪年： | 癸未年（羊年）；明永乐元年；越南開大元年；日本應永十年                                                     |

## 大事记
- 明朝人口11,415,829户，66,598,337人。
- 明朝在今黑龙江依兰县一带设置建州卫。
- 明朝设缅甸宣慰司。
- 明成祖邀請哈立麻到京師，頒發「大寶法王」稱號，又給西藏宗喀巴之弟子釋迦也失「大慈法王」稱號，並且擔任國師。
- 禮部尚書李至剛奏請立明成祖的龍興之地燕京為陪都，明成祖擢升燕京北平府的地位，以北平為北京，改北平府為順天府，稱為行在。
- 鄭和率領使節前往暹羅，經歷風濤，得天妃保祐，船隊平安返航。
- 琉球、日本、暹羅使節向明朝朝貢，建立宗藩與冊封關係。
- 7月19日——明成祖朱棣命解縉、姚廣孝、王景、鄒輯等人纂修大型類書。
- 天津天后宫重建。

## 出生
- 2月22日——查理七世，法國國王（1461年逝世，42岁）

## 逝世
- 3月13日——馬黑麻·蘇丹，帖木儿帝国儲君（1375年出生，28岁）